# Medibank International 2008

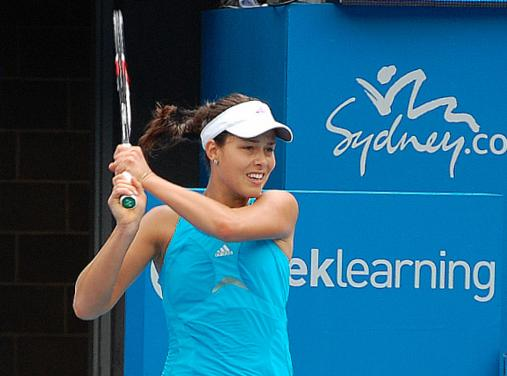
Півфіналістка в одиночному розряді Ана Іванович

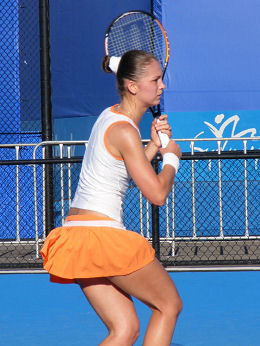
Фіналістка в парному розряді Тетяна Перебийніс

Medibank International 2008 — тенісний турнір, що проходив на відкритих кортах з твердим покриттям. Це був 116-й за ліком турнір, відомий того року під назвою Medibank International. Належав до серії International в рамках Туру ATP 2008, а також до серії Tier II в рамках Туру WTA 2008. І чоловічі, і жіночі змагання відбулись у NSW Tennis Centre у Сіднеї (Австралія) й тривали з 6 до 12 січня 2008 року.

## Фінальна частина

### Одиночний розряд, чоловіки
Дмитро Турсунов —  Кріс Гуччоне, 7–6(7–3), 7–6(7–4)
- Для Турсунова це був 1-й титул за рік і 4-й - за кар'єру.

### Одиночний розряд, жінки
Жустін Енен —  Світлана Кузнецова, 4–6, 6–2, 6–4
- Для Енен це був 1-й титул за рік і 40-й - за кар'єру.

### Парний розряд, чоловіки
Рішар Гаске /  Жо-Вілфрід Тсонга —  Боб Браян /  Майк Браян, 4–6, 6–4, [11–9]

### Парний розряд, жінки
Zi Yan /  Чжен Цзє —  Тетяна Перебийніс /  Тетяна Пучек,  6–4, 7–6(7–5)